# 七海優
七海 優（ななみ ゆう）は、日本の官能小説家。株式会社フランス書院が2013年に主催した第12回フランス書院文庫官能大賞において新人賞を受賞しデビュー。

## 人物
官能小説家としてのデビューは、2014年8月の『僕の下宿生活 美母娘VS.女教師』である。同作品は第12回フランス書院文庫官能大賞において新人賞に選定された『『美人母娘と女教師』が改稿されたものである。作風としては、いわゆる誘惑系を得意とする。

## 著書
- 僕の下宿生活 美母娘VS.女教師（2014年8月、フランス書院）
- 兄嫁の家に下宿中 姪や叔母さんまでが…（2015年5月、フランス書院）
- 妻の母VS.妻の妹VS.おさな妻（2016年2月、フランス書院）
- 筆おろし教育実習 女教師母娘、ママが…（2017年1月、フランス書院）
- 夢の子作り生活 彼女の母、彼女の姉、新任女教師と…（2018年1月、フランス書院）
- 子づくり同棲生活（2018年12月、フランス書院）